# Краснолип'я
Краснолип'я (рос. Краснолипье) — село у Реп'євському районі Воронезької області Російської Федерації.
Населення становить 1556 осіб. Входить до складу муніципального утворення Краснолип'ївське сільське поселення.

## Історія
Населений пункт розташований у історичному регіоні Чорнозем'я. Від 1928 року належить до Реп'євського району, спочатку в складі Центрально-Чорноземної області, а від 1934 року — Воронезької області.
Згідно із законом від 15 жовтня 2004 року входить до складу муніципального утворення Краснолип'ївське сільське поселення.

## Населення
| 2010 | 2014  |
| ---- | ----- |
| 1539 | ↗1556 |